# Lophopterys surinamensis
Lophopterys surinamensis là một loài thực vật có hoa trong họ Malpighiaceae. Loài này được (Kosterm.) Sandwith mô tả khoa học đầu tiên năm 1951.